# 韩蓬台
韩蓬台（1904年—1966年），曾名雪峰，男，河北盐山人。

## 生平
1904年(清光绪三十年)生。1930年，毕业于北平陆军军医学校。1935年，毕业于东京帝国大学医学院研究生院。回国后，任陆军第四十九军军医主任。1938年，在汉口开设蓬台诊疗所，兼任国民革命军第八路军办事处嘱托医生。后任中国国民党中央军校军医处处长、国立中央大学医学院教授、北平市卫生局局长。中华人民共和国成立后，历任辽宁省立第二医院院长，瀋阳医学院第一附属医院院长，辽宁省第二、三届政协副主席。1966年逝世。终年62岁。